# جين مارتن (لاعب كرة قاعدة)
جين مارتن (بالإنجليزية: Gene Martin)‏ هو لاعب كرة قاعدة أمريكي، ولد في 12 يناير 1947 في جورجيا في الولايات المتحدة.

## وصلات خارجية
- جين مارتن (لاعب كرة قاعدة) على موقع الدوري الياباني لكرة القاعدة (الإنجليزية)
- جين مارتن (لاعب كرة قاعدة) على موقعبيزبول رفرنس.كوم (الدوري الرئيسي) (الإنجليزية)
- جين مارتن (لاعب كرة قاعدة) على موقعبيزبول رفرنس.كوم (الدوري الثانوي) (الإنجليزية)
- جين مارتن (لاعب كرة قاعدة) على موقع إي إس بي إن.كوم (أم.أل.بي) (الإنجليزية)
- جين مارتن (لاعب كرة قاعدة) على موقع مشجعي الرسوم البيانية (الإنجليزية)